# Fortuna (film 1940)
Fortuna è un film del 1940 diretto da Max Neufeld.

## Trama
Un giovane ungherese impiegato presso la redazione di un giornale sudamericano è innamorato della figlia del direttore, incontrando la contrarietà di quest'ultimo alle nozze, sino a quando il giovane ereditaria le proprietà di uno zio, cosa che convince il padre della ragazza all'unione dei due. Ma quando si saprà che l'eredità è poca cosa il direttore si oppone nuovamente al matrimonio.
Uno dei colleghi al giornale mette in circolazione la voce che il giovane ungherese abbia vinto il secondo premio alla Lotteria, nuovo consenso del padre della giovane, ma venuto a conoscenza della messa in scena, convince il giovane ad allontanarsi dal giornale e partire, seguito dalla fidanzata. La notizia della fuga dei due innamorati, mette in moto le ricerche da parte della Polizia locale, che dopo varie vicissitudini raggiunge i due riportandoli indietro. Ma a questo punto il colpo di scena, il giovane con il suo biglietto ha vinto persino il primo premio e il definitivo consenso alle nozze.

## La critica
Osvaldo Scaccia, nelle pagine del periodico Film del 16 novembre 1940 « Un film molto divertente, tra la farsa, l'operetta e la rivista. La trama è ben congegnata, con tanto di colpo di scena finale. La regia di Neufeld più che dinamica, frenetica, ne ha accentuato sia il tono operettistico che la vivacità. Fortuna, può definirsi un pezzo di bravura per Ugo Ceseri. È lui che sostiene quasi tutto il film e lo sostiene con indiscutibile bravura anche se qualche volta eccede in zelo e in grida »

## Produzione
Girato a Cinecittà, prodotto da Augusto Turati per Stella S.A. in doppia versione italo/spagnola con il concorso di alcuni attori iberici.